# Warren Sapp
Warren Carlos Sapp (Plymouth, Florida, 19 de diciembre de 1972) es un exjugador de fútbol americano que jugó en la posición de tackle defensivo. Un miembro del Salón de la Fama, Sapp jugó al fútbol americano universitario para la Universidad de Miami, donde fue reconocido como un consenso All-American y ganó múltiples premios. Sapp jugó en la National Football League (NFL) de 1995 a 2007 para los Tampa Bay Buccaneers y los Oakland Raiders. Después de la carrera de Sapp en la NFL, fue analista en la NFL Network hasta 2015.
Sapp fue reclutado por los Buccaneers en el Draft de la NFL de 1995 como el 12.ª de la selección general. En sus nueve temporadas con los Buccaneers, ganó siete viajes al Pro Bowly un Super Bowl en 2002. Se trasladó a los Raiders en 2004. Sus 96.5 sacks de carrera (100 con los playoffs incluidos) son los segundos sacks más altos de la carrera de un tackle defensivo y el 28 más alto global de un liniero defensivo. Sus 77 sacks con los Buccaneers son el segundo más en la historia del equipo desde los 78.5 de Lee Roy Selmon.
Su carrera fue marcada por la controversia de su estilo de juego duro y ocasional brotes verbales, tanto en el campo y fuera de él, algunos de los cuales resultaron en multas por la liga, siendo una vez expulsado de un juego por conducta antideportiva.
En su primer año de elegibilidad, el 2 de febrero de 2013, fue votado para el Salón de la Fama del Fútbol Americano Profesional. Los Buccaneers entraron en su Anillo de Honor el 11 de noviembre de 2013 y retiraron su camiseta número 99. Sapp se convirtió en el segundo Buccaneer a tener su camiseta retirada, después de Selmon.

## Primeros años
Sapp nació en Orlando, Florida  y creció en Plymouth, Florida por una madre soltera. Durante los últimos años 80, él fue honrado por el juego excepcional del fútbol en la Apopka High School en Apopka, Florida como apoyador, ala cerrada, pateador y pateador de despeje. Él sostiene los récords escolares por sacks, los tackleos para una pérdida, y la meta más larga del campo. Como atleta de dos deportes en la escuela secundaria, él también jugó la tercera base en el equipo de béisbol y obtuvo un récord escolar de 24 home runs en su año de júnior para los Blue Darters. En el fútbol de la escuela secundaria, su difícil tackleo de Johnny Damon en un juego contra el equipo de Dr. Phillips High School dio a la futura estrella de béisbol de las Grandes Ligas una conmoción cerebral.
En 2007, Sapp fue nombrado miembro de la Florida High School Association All-Century Team, que comprende a los 33 mejores jugadores en cien años de fútbol americano en su estado natal.

## Carrera universitaria
Warren [Sapp]  tiene el poder de un Cortez Kennedy y la rapidez de un Russell Maryland.
Mark Caesar, ex-tackle defensivo de la Universidad de Miami.

Muchos de los mejores programas de fútbol universitario de nivel nacional reclutaron a Sapp, quien eligió la Universidad de Miami. Convertido en liniero defensivo, ganó el Trofeo Bronko Nagurski (para el mejor jugador defensivo), el Premio Rotary Lombardi (por mejor liniero o apoyador) y el Premio Bill Willis (por mejor liniero defensivo), todos en 1994.

### Premios y honores
- Segundo equipo All-American (1993)
- 2× primer equipo All-Big East (1993–1994)
- Consenso primer equipo All-American (1994)
- Premio Lombardi (1994)
- Trofeo Bronko Nagurski (1994)
- Premio Bill Willis (1994)
- Finalista del Trofeo Outland (1994)
- Jugador defensivo del año del Big East (1994)
- Jugador defensivo del año por la Asociación de Escritores de Fútbol de América

## Carrera profesional

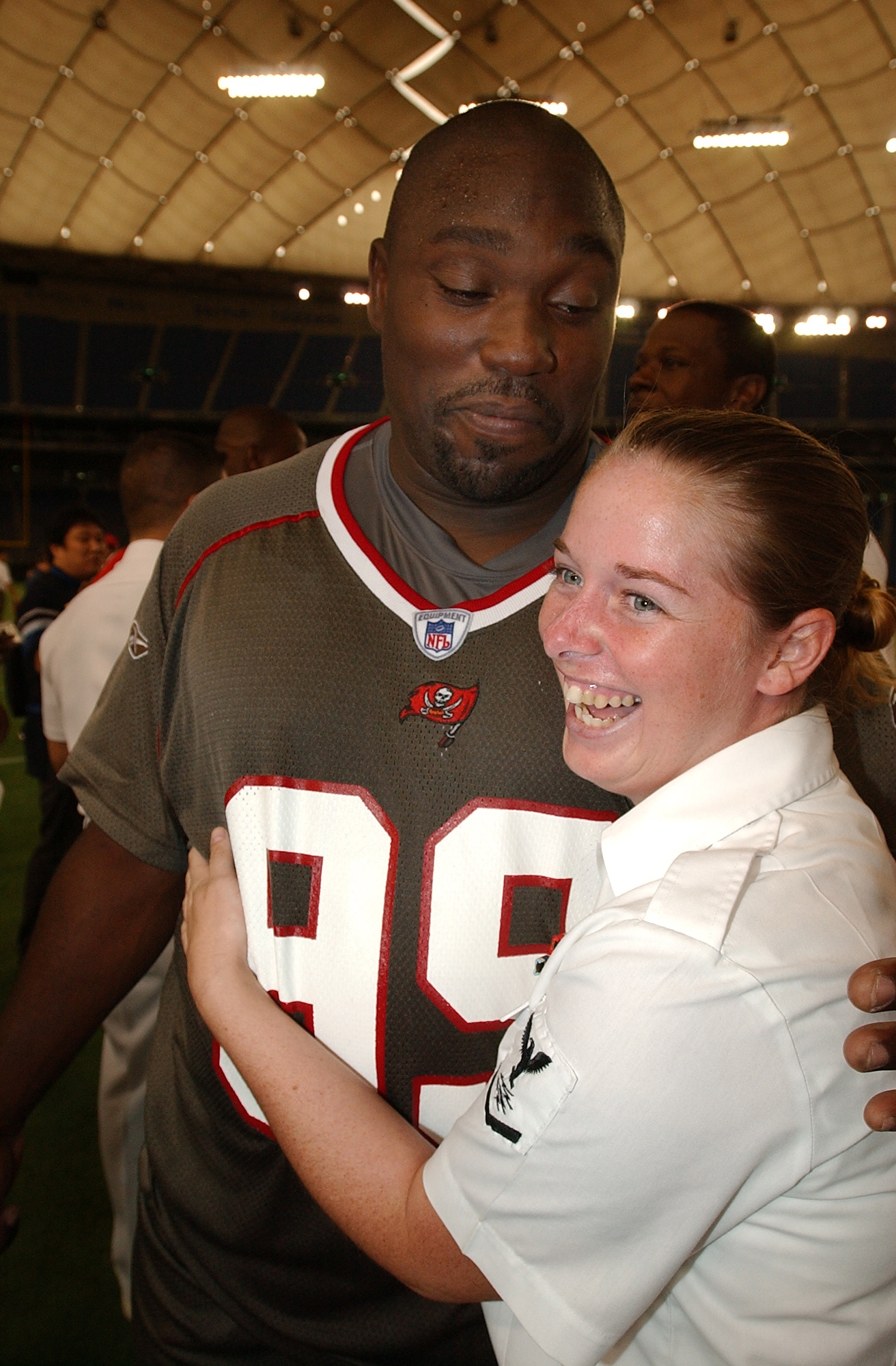
Sapp (durante su permanencia con los Bucs) visita a miembros de la Marina de los Estados Unidos.

### Tampa Bay Buccaneers
Después de su ilustre carrera de fútbol americano universitario en la Universidad de Miami como un destacado defensivo, Sapp fue reclutado en la NFL por los Tampa Bay Buccaneers en la primera ronda del draft de 1995 (como la selección número 12 en general). Los analistas de la época pensaron que sería reclutado mucho más alto, pero en parte debido a los informes de varias pruebas lanzadas de cocaína y marihuana la noche antes del draft, muchos equipos pasaron sobre él. La NFL lanzó una declaración negando fuertemente los rumores, y Sapp cree hoy que un soplón anónimo había saboteado intencionalmente sus posibilidades de la draft. Tres años más tarde (en 1998), firmó una extensión del contrato pagando $36 millones en seis años. Corrió el tiempo más rápido en el tramo de 40 yardas para un tackle defensivo (4.69 segundos). Se le dio casi inmediatamente el puesto de titular como tackle defensivo derecho de Buccaneer que mantuvo durante toda su estancia de nueve años en Tampa. Terminó su temporada de novato con 27 tackles y una intercepción y siguió siendo un tackleador prolífico e intimidante para los Buccaneers (51 tackleos y nueve sacks en 1996, 58 tackles y 10.5 sacks en 1997). Su selección Pro Bowl en 1997 fue la primera de siete consecutivas, y fue honrado como Jugador Defensivo de la NFL del año en 1999.
Él floreció en la defensa agresiva de Tampa 2 de los Bucs, que le permitió poner su devastadora combinación de tamaño y velocidad a buen uso. Interrumpió la ofensiva de la oposición incluso cuando el doble o incluso el triple se unieron en la línea.

### Super Bowl XXXVII
En 2002, Sapp ayudó a llevar a un equipo de Tampa Bay a la victoria en el Super Bowl XXXVII sobre los Oakland Raiders. Hizo cinco tackleos y dos sacks durante la postemporada 2002-2003, y fue un componente clave en la defensa líder Buccaneer de la liga.

### Oakland Raiders
En 2004, según se informa, Sapp estaba interesado en aceptar una oferta contractual de los Cincinnati Bengals por cuatro años por valor de 16 millones de dólares, pero el 20 de marzo anunció que había acordado un contrato de siete años y 36,6 millones de dólares con los Oakland Raiders, el mismo equipo que había encaminado en el Super Bowl a principios de 2003.
Comenzó los 16 partidos en su primera temporada en Oakland, dividiendo el tiempo en ala defensivo y tackle defensivo, registrando 30 tackleos (18 en solitario) y 2.5 sacks y recuperando dos balones sueltos después de haber perdido unas 20 libras antes de unirse a los Raiders para la temporada 2004.
Su temporada de 2005 tuvo un gran comienzo de regreso en su conocido tackle defensivo. Comenzó los primeros diez juegos de la temporada con 29 tackleos (26 de ellos en solitario) y terminó segundo en el equipo de Derrick Burgess con cinco sacks antes de quedar fuera de juego por los últimos seis partidos de 2005 con una lesión en el hombro.
Volvió a su forma All-Pro en 2006. Tenía 10 sacks para ir junto con 32 tackleos (16 en solitario) y un fumble forzado.
Perdió 49 libras antes de la temporada 2007, y registró 37 tackleos (24 en solitario), 2 sacks y 2 fumbles forzados.
El 3 de enero de 2008, Sapp le dijo al dueño de Raider, Al Davis, que se jubilaría y lo confirmó en su sitio web qbkilla.com en sólo dos palabras: «¡He terminado!». La jubilación se hizo oficial el 4 de marzo de 2008.

### Legado

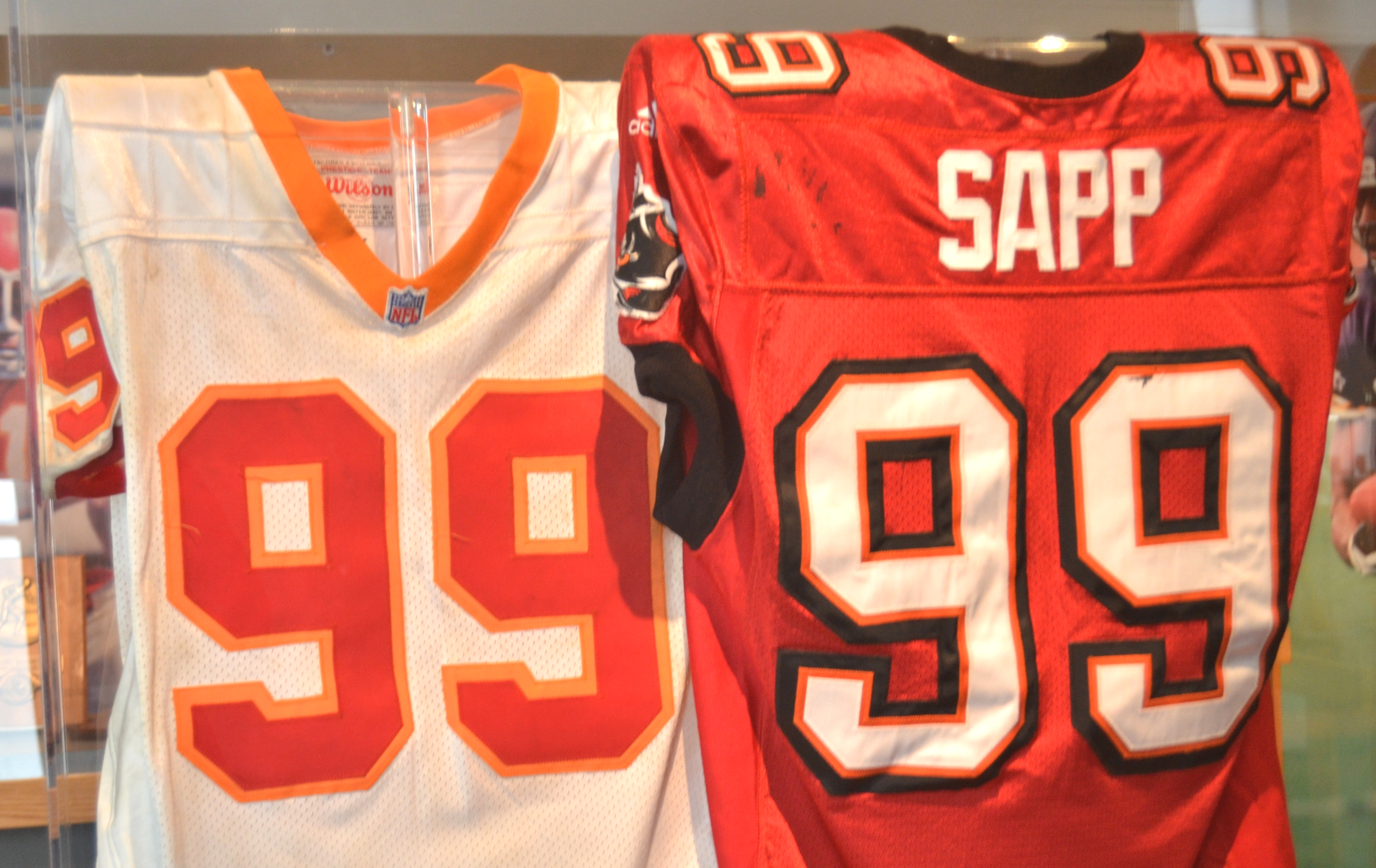
Jerséis de Sapp mostrados en el Salón de la Fama del Fútbol Profesional en Canton, OH.

En el momento de su retiro, Sapp fue uno de los ocho jugadores defensivos en la historia de la NFL en realizar el Pro Bowl, ser nombrado Jugador Defensivo del Año y ganar un Super Bowl o título pre-Super Bowl de la NFL. Los otros son Joe Greene, Jack Lambert, Mel Blount, Lester Hayes, Mike Singletary, Lawrence Taylor, Bob Sanders, Reggie White, Ray Lewis y su excompañero de equipo, Derrick Brooks.  Michael Strahan, James Harrison, Ed Reed, Troy Polamalu, Charles Woodson y Terrell Suggs se han unido a la lista. Ahora se le considera como el prototipo de tres técnica de tackleo defensivo, y desde su retirada los equipos de la NFL que exploran los tackleos defensivos han estado buscando un «Baby Sapp». Fue seleccionado para siete Pro Bowls, fue nombrado un primer equipo All-Pro cuatro veces y un segundo equipo All-Pro dos veces, fue votado para los Equipos de la Década de 1990 y 2000, y ganó los honores de ser el Jugador Defensivo del Año después de una temporada de 16.5 sacks en 2000.

### Estadísticas de la NFL
| Año     | Equipo  | Juegos | Juegos | Tackleos | Tackleos | Tackleos | Tackleos | Fumbles | Fumbles | Fumbles | Intercepciones | Intercepciones | Intercepciones | Intercepciones | Intercepciones | Intercepciones |
| Año     | Equipo  | G      | GS     | Comb     | Total    | Ast      | Sacks    | FF      | FR      | Yds     | Int            | Yds            | Avg            | Lng            | TD             | PD             |
| ------- | ------- | ------ | ------ | -------- | -------- | -------- | -------- | ------- | ------- | ------- | -------------- | -------------- | -------------- | -------------- | -------------- | -------------- |
| 1995    | TB      | 16     | 8      | 26       | 16       | 10       | 3.0      | 1       | 0       | 0       | 1              | 5              | 5              | 5              | 1              | 5              |
| 1996    | TB      | 15     | 14     | 51       | 41       | 10       | 9.0      | 1       | 1       | 0       | 0              | 0              | 0              | 0              | 0              | 0              |
| 1997    | TB      | 15     | 15     | 58       | 47       | 11       | 10.5     | 2       | 1       | 23      | 0              | 0              | 0              | 0              | 0              | 2              |
| 1998    | TB      | 16     | 16     | 44       | 28       | 16       | 7.0      | 2       | 1       | 0       | 0              | 0              | 0              | 0              | 0              | 2              |
| 1999    | TB      | 15     | 15     | 41       | 27       | 14       | 12.5     | 4       | 2       | 0       | 0              | 0              | 0              | 0              | 0              | 4              |
| 2000    | TB      | 16     | 15     | 52       | 43       | 9        | 16.5     | 1       | 1       | 0       | 0              | 0              | 0              | 0              | 0              | 3              |
| 2001    | TB      | 16     | 16     | 36       | 28       | 8        | 6.0      | 1       | 2       | 0       | 0              | 0              | 0              | 0              | 0              | 0              |
| 2002    | TB      | 16     | 16     | 47       | 40       | 7        | 7.5      | 1       | 1       | 0       | 2              | 0              | 0              | 0              | 0              | 4              |
| 2003    | TB      | 15     | 15     | 43       | 36       | 7        | 5.0      | 2       | 0       | 0       | 0              | 0              | 0              | 0              | 0              | 3              |
| 2004    | OAK     | 16     | 16     | 42       | 30       | 12       | 2.5      | 0       | 2       | 0       | 0              | 0              | 0              | 0              | 0              | 0              |
| 2005    | OAK     | 10     | 10     | 32       | 29       | 3        | 5.0      | 1       | 0       | 0       | 1              | 3              | 3              | 3              | 0              | 3              |
| 2006    | OAK     | 16     | 16     | 47       | 32       | 15       | 10.0     | 1       | 0       | 0       | 0              | 0              | 0              | 0              | 0              | 2              |
| 2007    | OAK     | 16     | 16     | 50       | 37       | 13       | 2.0      | 2       | 1       | 0       | 0              | 0              | 0              | 0              | 0              | 1              |
| Carrera | Carrera | 198    | 188    | 569      | 434      | 135      | 96.5     | 19      | 12      | 23      | 4              | 8              | 2              | 5              | 1              | 29             |

## Controversias

### Confrontación con Mike Sherman
El 24 de noviembre de 2002, en el Raymond James Stadium, Sapp fue fuertemente criticado por un golpe cerrado a Chad Clifton de Green Bay Packers. El golpe ocurrió durante una vuelta de la interceptación de Buccaneer, cuando Sapp golpeó Clifton mientras el último trotaba abajo del campo, lejos de la acción principal. El golpe infligió una grave lesión pélvica y una hospitalización de Clifton durante casi una semana, después de lo cual no podía caminar sin ayuda durante las próximas cinco semanas. En 2005, el Comité de la Competencia de la NFL acordó nuevas directrices para la «rugosidad innecesaria», haciendo que golpes como el de Sapp a Clifton sean ilegales.
En un intercambio capturado por cámaras de televisión después del partido, el entrenador de los Packer, Mike Sherman, se acercó a Sapp y le dijo: «Fue una jugada cobarde». En respuesta, Sapp gritó a Sherman: «¿Hablas duro? ¡Ponte una camiseta!». Sapp más tarde llamó a Sherman «un perro mentiroso y come porqeuría... Si yo tuviera 25 años y no tuviera un niño y una conciencia, yo le habría dado una patada en la línea de 30 yardas». Sherman agregó más tarde: «La jovialidad que existió después de [el golpe] cuando un hombre está tumbado en el suelo, con entumecimiento en sus piernas y dedos, sólo pensé que no era apropiado para cualquier jugador de la NFL».

### Los incidentes de salto
Durante los calentamientos previos al juego Monday Night Football del 23 de diciembre de 2002 en el estadio Raymond James Stadium, Warren saltó entre los Pittsburgh Steelers mientras ellos calentaban. El corredor de los Steelers, Jerome Bettis, lo empujó, tocando fuera de una acalorada discusión entre los dos equipos. Sapp no fue multado por el incidente, pero esto se agregó a su imagen polémica y sentía que había sido un ejemplo de la NFL al ser multado por un incidente de salto el segundo lunes por la noche (descrito más adelante). «Eso es todo», dijo Sapp. «En mis nueve años en esta liga, nadie ha sido multado por abusar verbalmente de funcionarios, es sin precedentes». Los Buccaneers habían sido ridiculizados por Lee Flowers de los Steelers como «campeones de papel». A pesar de perder ante los Steelers en ese concurso televisado a nivel nacional, Sapp y los Buccaneers pasaron a ganar el Super Bowl XXXVII cinco semanas después.
En 2003, durante un Monday Night Football contra los Indianapolis Colts el 6 de octubre, Sapp fue regañado por saltar y romper a los Colts, que se extendieron en el campo de estiramiento durante los calentamientos antes del juego. Mucha anticipación e interés nacional en el juego había sido generada por el regreso del exentrenador Tony Dungy a Tampa. Los Colts terminaron eliminando un déficit de 21 puntos en los últimos cuatro minutos y derrotando a los Buccaneers 38-35 en tiempo extra, enviando al campeón defensor a una caída.
El próximo domingo 12 de octubre de 2003, antes de que los Bucs se enfrentaran a los Washington Redskins, Sapp, mientras corría al campo, se topó con un árbitro de la NFL y sacaron una multa de $50,000. Su respuesta: «Es un sistema de esclavos, no te equivoques, Slavemaster dice que no puedes hacerlo, no lo haces, te darán un ejemplo».

### Eyección por conducta antideportiva
El 23 de diciembre de 2007, Sapp fue expulsado después de un altercado con los oficiales cerca del final del segundo cuarto del juego de los Raiders en Jacksonville. El incidente comenzó cuando el juez de línea Jerry Bergman, supuso erróneamente que los Raiders rechazaron una penalización de Jaguar de diez yardas. Sapp, el capitán defensivo, derribó al árbitro Jerome Boger, que los Raiders querían aceptar la pena. La conversación se calentó, con Sapp gesticulando y jurando, provocando a Boger que lo marcara por conducta antideportiva. Sin embargo, Sapp y el resto de la defensa Raider continuó en boca de los funcionarios, lo que resultó en un segundo antideportivo contra Sapp y un tercer antideportivo contra su compañero de equipo, Derrick Burgess. Finalmente, los entrenadores salieron al campo y, junto con los oficiales, empezaron a separar físicamente a los jugadores disgustados. Boger afirmó que Sapp le había «golpeado» en el proceso, mientras que Sapp negó cualquier contacto físico. En cualquier caso, Boger impuso una tercera sanción antideportiva contra Sapp (cuarto contra el equipo) y lo expulsó. La liga finalmente lo multó con $75,000, y Burgess con $25,000 (es decir, $25,000 por cada penalidad antideportiva).

## Vida personal
En enero de 1998, Sapp se casó con Jamiko Vaughn. La pareja tuvo dos hijos, su hija Mercedes en 1998 y Warren Carlos II en 2000.

### Ocupaciones
Sapp, Devin Bush y un desarrollador crearon un Urban Solutions Group en 2006 para construir viviendas de bajos ingresos en Fort Pierce, Florida. El PNC Bank prestó el dinero del grupo, pero en 2008 el mercado inmobiliario se hundió y el proyecto terminó fracasando.
El 19 de agosto de 2008, Sapp fue contratado como analista de estudio para Inside the NFL en Showtime.
En el otoño de 2008, Sapp apareció como un concursante en la séptima temporada de Dancing with the Stars. La pareja de baile de Sapp fue la bailarina profesional Kym Johnson. Ellos llegaron a la final, donde finalmente quedaron en el segundo puesto tras los ganadores Brooke Burke y Derek Hough.
Hizo su debut de comedia en Comedy Central Roast de Larry the Cable Guy el 16 de marzo de 2009.
Él trabajó para la NFL Network como un analista ofrecido en NFL Total Access y NFL GameDay Morning hasta que fue despedido en 2015 después de su arresto por solicitud. En el verano de 2012 publicó un libro titulado Sapp Attack a través de St. Martins Publishing.
En junio de 2012, Sapp se asoció con el NOC (Network Of Champions), un canal de contenido prémium de YouTube, para producir una serie de televisión llamada «Judge Sapp». En la corte de Warren Sapp, la gente real resuelve problemas reales ante una de las personalidades más francas de los deportes. A diferencia del Tribunal Popular, el juez Sapp presenta al DJ - el snowboarder olímpico Louie Vito y determina los asentamientos con una rueda estilo casino. También participó en el programa concurso de citas de Fox, The Choice.
En enero de 2013, Sapp unió fuerzas con el bioingeniero y el experto en apnea del sueño, el Dr. Jonathan Greenburg, para aumentar la conciencia mundial sobre la importancia de hacerse la prueba y el tratamiento para el ronquido y la apnea obstructiva del sueño. La iniciativa mundial de concienciación sobre la salud, Sleep Apnea Prevention Project (S.A.P.P.) ha publicado desde entonces una serie de vídeos de sensibilización documentando a Sapp someterse a pruebas de apnea del sueño y el tratamiento. Sapp sigue a la vanguardia de la conciencia de la apnea del sueño hasta el día de hoy.
También fue juez en la segunda temporada del reality show, BBQ Pitmasters.
El 27 de julio de 2016, Sapp fue mordido por un tiburón, mientras estaba en la costa de Florida.

### Problemas legales
El 7 de febrero de 2010, Sapp fue arrestado en el sur de la Florida y acusado de violencia doméstica mientras estaba en Florida como analista de la cobertura de la NFL Network del Super Bowl XLIV, pero tras la detención, la NFL Network canceló su aparición. El 24 de marzo, sin embargo, las acusaciones contra Sapp fueron retiradas.
El 2 de febrero de 2015, al día siguiente del Super Bowl XLIX, Warren Sapp fue arrestado bajo sospecha de solicitar una prostituta y un ataque. Más tarde ese día se reveló que el contrato de Sapp había sido terminado por la NFL Network. En mayo de 2015, los cargos fueron desestimados.

### Bancarrota
En 2010, el banco PNC recibió una sentencia de $988,691.99 y en diciembre de 2011 presentó un embargo mensual de $33,333 contra el cheque de salarios de $45,000 de Sapp de la NFL Network. También debía al Internal Revenue Service $853.003 dólares de los ingresos en 2006 y $89.775 dólares para 2010. Él tuvo $876.000 detrás de la pensión alimenticia y manutención de los hijos para su exesposa, debía 68.738 dólares por impuestos sobre la propiedad no pagados en Windermere y debía dinero a los abogados, amigos y también a un terapeuta del habla.
El 7 de abril de 2012, la Associated Press informó de que Sapp se había declarado en quiebra en un esfuerzo por descargar la deuda de empresas fallidas. En estas presentaciones del Capítulo 7, él demandó haber perdido sus anillos del campeonato de la Universidad de Miami y su anillo Buccaneer del Super Bowl. El saldo en sus cuentas de cheques y ahorros se dice que es menos de $1,000. Él no demandó ninguna deuda de la tarjeta de crédito y no posee automóviles, pero debe a National Car Rental $90.685 a través de su negocio, Nine-Nine LLC. Los archivos de la corte indicaron que los activos de Sapp totalizaron $6.45 millones contra una deuda de $6.7 millones. Su ingreso mensual fue reportado como de $115,861. El 1 de noviembre de 2012, la casa de 10.000 pies cuadrados de Sapp en Windermere fue subastada y vendida por $2.9 millones.